# Premio Dexter
Il Dexter Award è stato un premio assegnato dall'American Chemical Society dal 1956 al 2001. Fu sponsorizzato dalla Dexter Chemical tranne che negli ultimi due anni, in cui fu sponsorizzato dalla Mildred and Sidney Edelstein Foundation.
Il premio era assegnato come riconoscimento per una straordinaria carriera di contributi alla storia della chimica .

## Vincitori
- 1956 Ralph E. Oesper
- 1957 Williams Haynes
- 1958 Eva Armstrong
- 1959 John Read
- 1960 Denis Duveen
- 1961 James R. Partington
- 1962 Henry M. Leicester
- 1963 Douglas McKie
- 1964 Eduard Farber
- 1965 Martin Levey
- 1966 Earle R. Caley
- 1967 Mary Elvira Weeks
- 1968 Aaron J. Ihde
- 1969 Walter Pagel
- 1970 Ferenc Szabadvary
- 1971 Wyndham D. Miles
- 1972 Henry Guerlac
- 1973 Bernard Jaffe
- 1975 Jan W. van Spronsen
- 1976 Trevor I. Williams
- 1977 Modesto Bargallo
- 1978 George B. Kauffman
- 1979 Joseph Needham
- 1980 Maurice Daumas
- 1981 Cyril Stanley Smith
- 1982 John H. Wotiz
- 1983 Arnold Thackray
- 1984 Maurice Crosland
- 1985 Robert Multhauf
- 1986 Robert Geoffrey William Anderson
- 1987 Allen G. Debus
- 1988 Lutz F. Haber
- 1989 D. Stanley Tarbell
- 1990 Colin A. Russell
- 1991 Owen Hannaway
- 1992 John T. Stock
- 1993 Joseph S. Fruton
- 1994 Frederic L. Holmes
- 1995 William H. Brock
- 1996 Keith J. Laidler
- 1997 Bernadette Bensaude-Vincent
- 1998 Seymour H. Mauskopf
- 1999 Mary Jo Nye
- 2000 Alan J. Rocke
- 2001 William A. Smeaton